# Cidade Antiga de Ratisbona com Stadtamhof
O centro histórico, medieval da cidade de Ratisbona (em alemão, Regensburg) faz parte da Lista do Patrimônio Mundial, da UNESCO desde 2006, pela sua importância histórica, arquitetônico e por mostrar um testemunho único de uma tradição cultural de uma civilização.

## Residentes ilustres
- Papa Bento XVI
- Johannes Kepler - astrônomo
- Oscar Schindler - industrial que teve a vida retratada no filme A Lista de Schindler

## Galeria

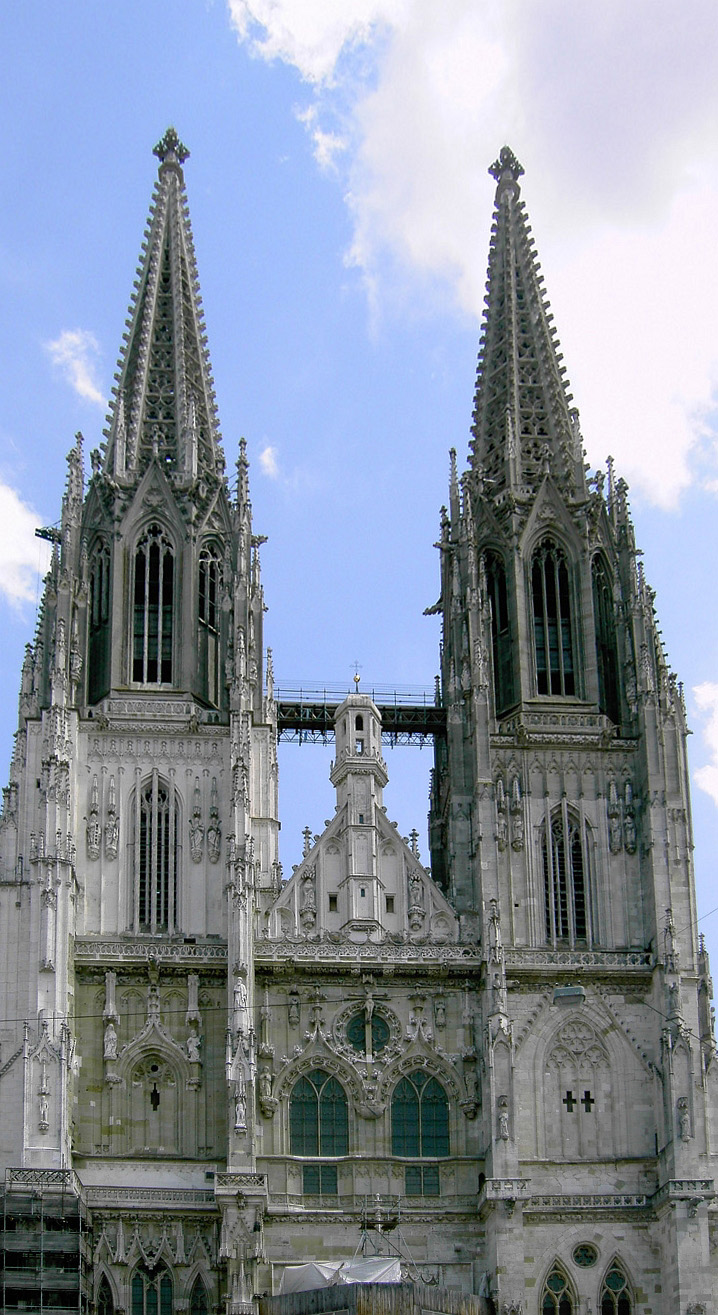
Catedral de Ratisbona
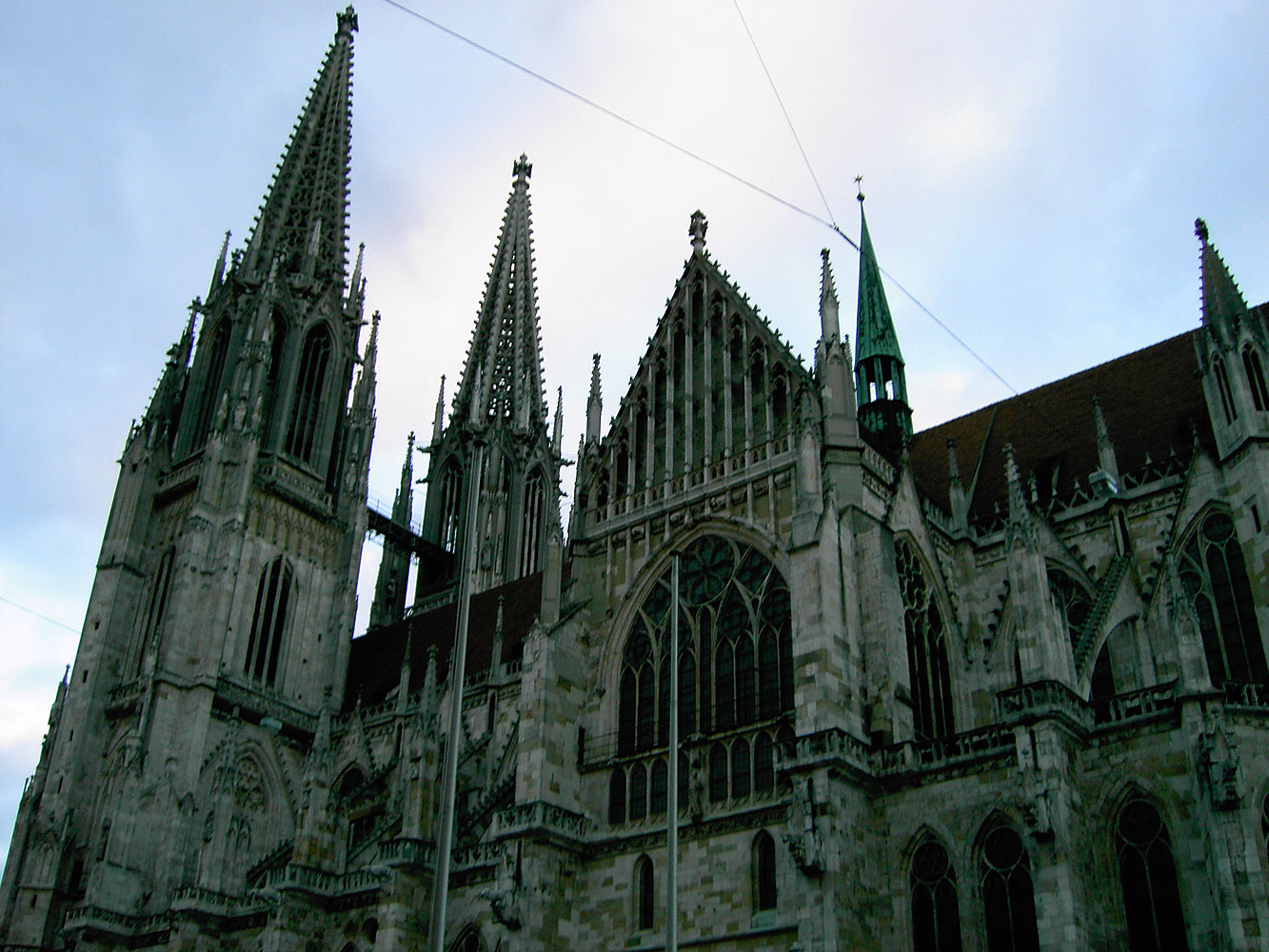
Outra vista da Catedral de Ratisbona
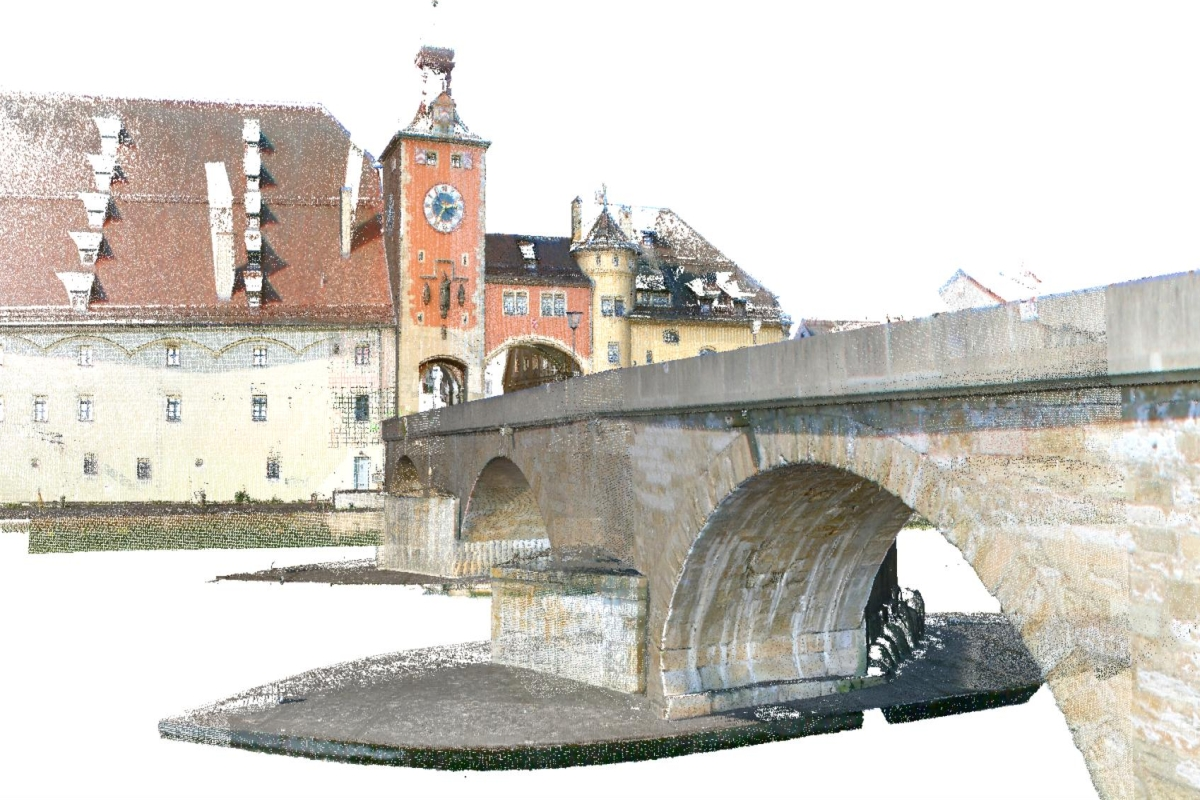
Ponte medieval
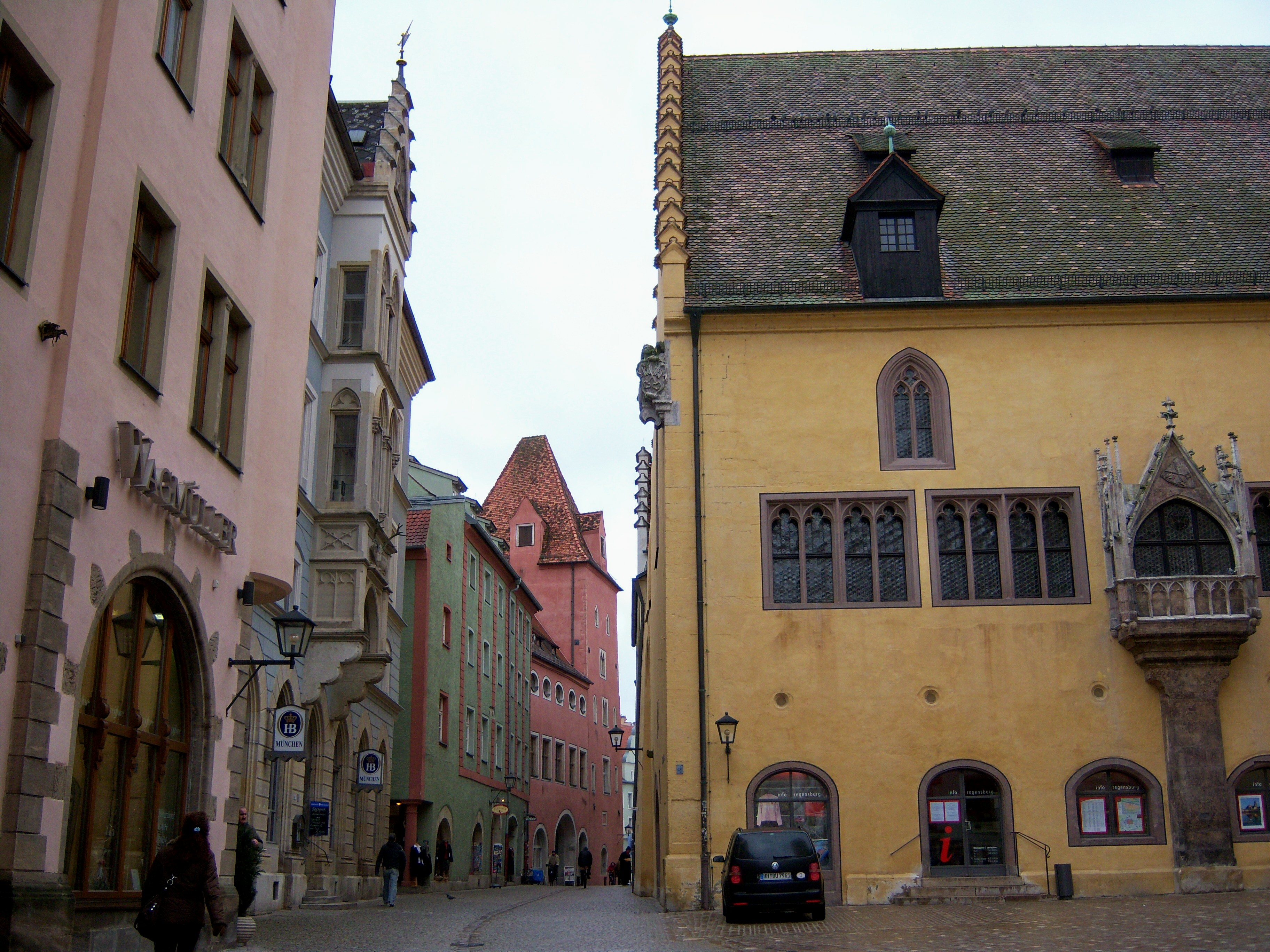
Kohlenmarkt e Prefeitura
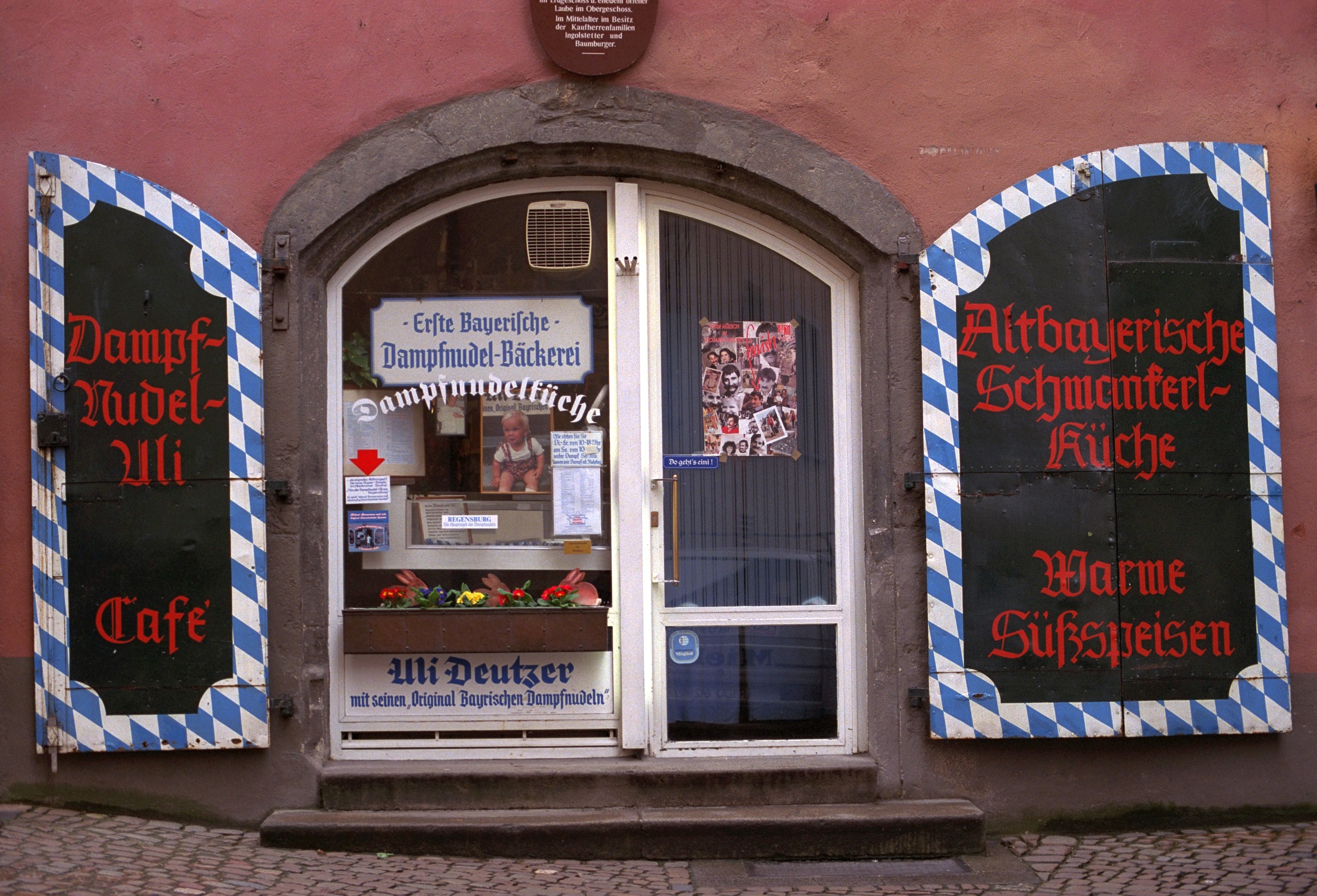
Confeitaria Dampfnudel
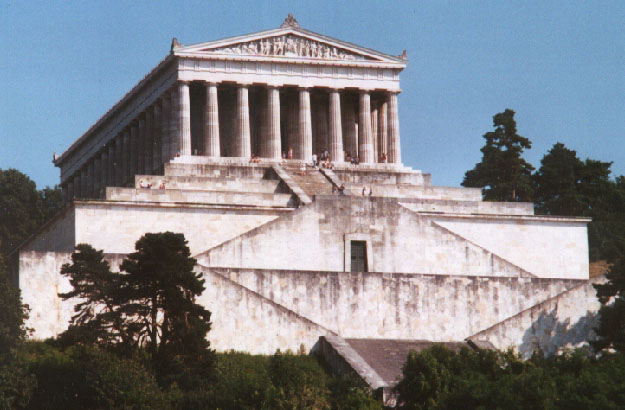
Templo Walhalla